# Базис Норд
Базис Норд — секретная военная база для поддержки и снабжения операций немецкого военно-морского флота в 1939—1940 годах на севере СССР в 60 км к северо-западу от Мурманска. Место для базы в губе Западная Лица было предложено правительством СССР в ходе переговоров с Германией.

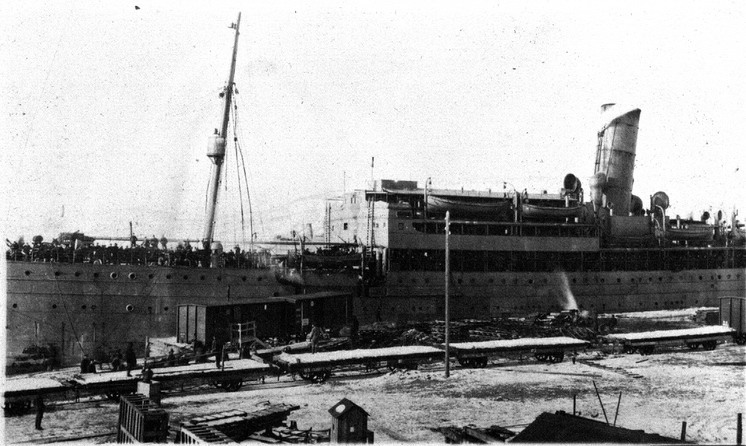
До того, как Мурманский морской порт начал работать в качестве узла для арктических конвоев, Сталин предложил его Гитлеру в качестве секретной базы подводных лодок для немецких U-boot в разгар битвы за Атлантику

## История
Переговоры о базе велись с советской стороны подчинёнными наркома внешней торговли СССР А. И. Микояна, в рамках налаживания торгово-экономических взаимоотношений, обмена ресурсами и технологиями между СССР и Германией.
На предполагаемое место базы для разведки была послана немецкая подлодка U-36, но она не дошла до места, так как 4 декабря 1939 лодка была потоплена британской подлодкой HMS Salmon. Другая немецкая подводная лодка, U-38, смогла осмотреть подходы к базе, несмотря на противодействие советских торпедных катеров и судов береговой охраны.
В декабре 1939 в губу Западная Лица из Мурманска пришли и встали на якорь немецкие невооружённые торговые корабли Cordillera, Phoenicia и Sachsenwald.
Территория предполагаемой базы была практически не освоена. В заливе не было причалов или каких-либо портовых сооружений, корабли стояли на якоре на неподготовленных якорных стоянках. С другой стороны, СССР стремился поддерживать нейтралитет в военном конфликте между Германией и Великобританией, а для этого именно отдалённая база в глухом фьорде на советской территории, о которой мало кто знал, могла служить как нельзя лучше.
С декабря 1939 года по апрель 1940 года старшим морским начальником базы был немецкий капитан цур зее Нишлаг. До мая 1940 года к базе были приписаны германские метеорологические суда: «Викинг-5», «Заксенвальд», «Кединген».
Считается, что ни одно военное судно Германии так и не получило снабжение на этой базе. Однако 20 января 1940 года немцами был отправлен из Киля танкер Jan Wellem с запасами топлива, который прибыл в залив 4 февраля. В апреле 1940 года этот танкер вышел с базы и прибыл в Нарвик, чтобы снабдить топливом германские корабли участвовавшие в операции по оккупации Норвегии.
После захвата Норвегии потребность немцев в базе на советской территории заметно уменьшилась, а то и совсем пропала. 1 мая 1940 года СССР предложил Германии другое место расположения для «Базис Норд» — в близлежащем заливе Йоканьга, но это предложение не было реализовано. Чуть позднее советское правительство отозвало все свои прежние обещания, касавшиеся «Базис Норд». В середине июня 1940 года «Phoenicia» была последним немецким кораблём, покинувшим Западную Лицу. 16 сентября 1940 года гросс-адмирал Эрих Редер письменно поблагодарил советского наркома ВМФ адмирала Николая Кузнецова за поддержку, оказанную немецкому флоту, и отказался от дальнейшего использования базы.